# گئورگ گرستاکر
گئورگ گرستاکر (آلمانی: Georg Gerstäcker; ۳ ژوئن ۱۸۸۹ – ۲۱ دسامبر ۱۹۴۹) کشتی‌گیر اهل آلمان بود.